# Banwari Trace
Banwari Trace, en förkeramisk plats på sydvästra delen av ön Trinidad i Trinidad and Tobago som tros vara det äldsta fornminnet i Karibien. Platsen har avslöjat två olika bosättningsperioder; en mellan 5200 och 4100 f.Kr. (Strata I och II) och den andra mellan 4100 och 3500 f.Kr.

## Ursprung
Med sin datering kring 5000 f.Kr, är fornminnet Banwari Trace den äldsta förkoloniala platsen i Västindien. Arkeologiska utgrävningar av platsen har också kastat en del ljus över de arkaiska (förkeramiska) folkens flyttmönster i området mellan Sydamerika och Små Antillerna via Trinidad mellan år 5000 och 2000 f.Kr.

## Upptäckt
I november 1969 upptäckte Trinidad and Tobago Historical Society lämningarna efter ett mänskligt skelett i Banwari Trace. Liggande på sin vänstra sida, i en typisk indiansk “hopkrupen” gravposition längs en nordvästlig axel, hittades Banwarimannen (som den nu allmänt kallas) 20 cm under markytan. Endast två föremål hörde till gravsättningen, en rund kristall vid skallen och en nål vid höften. Banwarimannen var uppenbarligen packad med och därefter övertäckt med snäckskal. Utifrån dess stratigrafiska läge i platsens fornminneslämningar, kan graven dateras till perioden kort efter att den slutat vara bosatt, omkring 3400 f.Kr. eller 5 400 år gammal.

## Funna artefakter
Den Banwariska förkeramiska samlingen är väldigt distinkt, och består vanligen av artefakter gjorda av sten och ben. Objekt som kan kopplas till jakt och fiske är exempelvis spetsar, mest sannolikt använda för till pilspetsar och fiskspjut, avfasade navelsvinständer som användes som fiskkrokar och dubbelspetsiga pennkrokar av ben som var tänkta att sättas fast i mitten av en fiskelina. En mängd olika stenverktyg tillverkades däribland trubbiga eller spetsiga koniska mortlar, stora malstenar och runda till ovala överliggare till handkvarnar. Detta ska inte förväxlas med Ortoiriska samlingarna, som är mycket senare, omkring 1000 f.Kr. och beläget i sydöstra Trinidad. 

## Erkännande
2004 inkluderades Banwari Trace i listan 2004 World Monuments Watch av World Monuments Fund, en privat internationell organisation. Man hoppades att listningen skulle bidra till att uppnå det ekonomiska och tekniska stöd som är nödvändigt för att ordentligt undersöka, dokumentera, bevara, tolka och skydda platsen. 17 augusti 2011 sattes Banwari Trace upp på Trinidad och Tobagos tentativa världsarvslista.